# Esto no es una cita
Esto no es una cita és una pel·lícula independent espanyola de comèdia romàntica amb dosi de microteatre del 2013 dirigida per Guillermo Fernández Groizard protagonitzada per Virginia Rodríguez, Darío Frias, Alexandra Jiménez i Fernando Cayo. Ha estat autofinançada i autoproduïda per l'equip de la pel·lícula.

## Sinopsi
Dos companys d'oficina, Roberto i Paula, acaben de trencar amb les seves respectives parelles. Paula no suporta a Roberto, però ell intentarà conquistar-la per tots els mitjans. Els seus millors amics, Nacho i Andrea, els animen a oblidar el passat i a començar de nou, així que Roberto li demana a Paula una cita, i ella accepta.

## Repartiment
- Virginia Rodríguez Aragón	...	Paula
- Darío Frías	...	Roberto
- Alexandra Jiménez...	Andrea
- Fernando Cayo	...	Miguel
- Jorge Pobes...	Nacho
- Carlotta Cosials...	Silvia
- Gerald B. Fillmore ...	Damián
- María Garralón... Rosa

## Premis i nominacions
Fou presentada a la Secció Zonacine del XVI Festival de Màlaga, en la que va guanyar el premi de l'audiència i el premi a la millor actriu (Virginia Rodríguez). Virginia Rodríguez fou nominada al premi a la millor actriu revelació a les Medalles del Cercle d'Escriptors Cinematogràfics de 2013.